# NGC 2605
NGC 2605 è una lontana galassia lenticolare situata nella costellazione dell'Orsa Maggiore, a una distanza di circa 643 milioni di anni luce dalla nostra Via Lattea.

## Scoperta
La galassia è stata scoperta l'11 marzo 1858 dall'astronomo irlandese R. J. Mitchell.

## Descrizione
NGC 2605 è una galassia attiva caratterizzata da righe di emissione ottiche strette, abbreviata in NLAGN, acronimo dell'inglese narrow-line active galactic nucleus.
Il database HyperLeda, identifica NGC 2602 con NGC 2605 e le considera un'unica galassia.